# Bérénice Bejo
Bérénice Bejo (Buenos Aires, 7 de juliol de 1976) és una actriu francesa d'origen argentí, especialment coneguda pel seu paper de Cristiana a la pel·lícula de 2001 A Knight's Tale i de Peppy Miller a The Artist. Va ser nominada als premis Oscar del 2011 pel seu treball com a actriu secundària a The Artist i va guanyar el Premi César a la millor actriu per la mateixa pel·lícula.
Bejo nasqué a Buenos Aires, Argentina, essent filla del cineasta argentí Miguel Bejo i de Silvia, una advocada. Quan Bérénice tenia tres anys la família fugí de la dictadura militar argentina.
Està casada amb el director de cinema Michel Hazanavicius.

## Biografia
Amb tres anys Bérénice Bejo es va traslladar a França amb els seus pares escapant de l'última dictadura militar a l'Argentina. Sota la influència del seu pare, el director argentí Miguel Bejo, va fer classes d'interpretació. La seva primera aparició al cinema va ser en el curt Pain perdu (1993), de Tiéri Barié.
El 2013 va obtenir el premi a la millor actriu en el Festival de Cannes pel seu paper protagonista en la pel·lícula Le Passé, dirigida per l'iranià Asghar Farhadi.
Va ser presidenta del jurat professional del Festival de Cinema d'Espanya de Tolosa de Llenguadoc el 2000.

## Filmografia
| Any  | Títol                                                           | Paper                     | Notes |
| ---- | --------------------------------------------------------------- | ------------------------- | --- |
| 2000 | Meilleur espoir féminin                                         | Laetitia Rance            | Nominada − César a la millor actriu revelació |
| 2001 | A Knight's Tale                                                 | Christiana                | |
| 2002 | 24 Heures de la vie d'une femme                                 | Olivia                    | |
| 2003 | Dissonances                                                     | Margo                     | |
| 2005 | Cavalcade                                                       | Manon                     | |
| 2006 | OSS 117: El Caire niu d'espies(OSS 117: Le Caire nid d'espions) | Larmina El Akmar Betouche | |
| 2008 | Modern Love                                                     | Elsa                      | |
| 2010 | Proie                                                           | Claire                    | |
| 2011 | The Artist                                                      | Peppy Miller              | César a la millor actriu Nominada − Oscar a la millor actriu secundària Nominada − Globus d'Or a la millor actriu secundària Nominada − BAFTA a la millor actriu |
| 2012 | Populaire                                                       | Marie Taylor              | |
| 2013 | Au bonheur des ogres                                            | Tia Julia                 | |
| 2013 | Le Passé                                                        | Marie Brisson             | |
| 2014 | The Search                                                      | Michèle Rosier            | |
| 2015 | The childhood of a leader                                       | Mare                      | |
| 2016 | Després de nosaltres ('L'Économie du couple')                   | Marie                     | |
| 2016 | Fai bei sogni                                                   | Elisa                     | |
| 2017 | Le Redoutable                                                   | Michèle Rosier            | |
| 2018 | La quietud                                                      | Eugenia                   | |
| 2018 | L'extraordinaire voyage du fakir                                |                           | |
| 2020 | Le prince oublié                                                | Clotilde                  | |
| 2020 | Enveja sana ('Le bonheur des uns...')                           | Léa                       | |
| 2021 | Una llibreria a Paris ('Il materiale emotivo')                  | Yolande                   | |
| 2021 | L'home del soterrani ('L'Homme de la cave')                     | Helene                    | |

## Premis i nominacions

### Premis
- 2012. César a la millor actriu per The Artist

### Nominacions
- 2001. César a la millor actriu revelació per Meilleur espoir féminin
- 2012. Oscar a la millor actriu secundària per The Artist
- 2012. Globus d'Or a la millor actriu secundària per The Artist
- 2012. BAFTA a la millor actriu per The Artist